# Перес Агуадо, Омар Марио
Ома́р Ма́рио Пе́рес Агуа́до (исп. Omar Mario Pérez Aguado; род. 20 сентября 1976, Монтевидео) — уругвайский футбольный полузащитник и тренер. Играл в силовой агрессивный футбол.

## Биография
Воспитанник клуба «Сентраль Эспаньол», в котором он начал карьеру в 1994 году. Уже в октябре своего первого сезона был приобретён аргентинским «Банфилдом», где провёл один сезон, по окончании которого вернулся в родную команду.
С июня по декабрь 1998 года выступал за эквадорский «Аукас», после чего вернулся в Уругвай. В 2000 году выступал за «Насьональ» и за тот сезон успел стать чемпионом Уругвая. В 2001 году выступал за две команды — «Дефенсор Спортинг» в Апертуре и «Феникс» в Клаусуре (в те годы сезон в Уругвае совпадал с календарным годом). За следующие два года опять выступал за две разные команды из Монтевидео.
С 2004 года до января 2007 года играл в российской Премьер-Лиге за клуб «Ростов». Выступая за ФК «Ростов», сыграл 65 матчей и забил 11 голов.
В 2008—2009 гг. выступал за «Пеньяроль». Таким образом, за годы своей карьеры Перес играл уже за 8 разных клубов из Монтевидео, включая оба гранда уругвайского футбола — «Насьональ» и «Пеньяроль».
В 2009—2010 годах выступал за испанскую команду «Кастельон». В 2010 году вернулся в Уругвай, где часто менял команды — «Серро», «Феникс», «Бостон Ривер», «Сентраль Эспаньол» и «Вилья-Тереса».

### Личная жизнь
Женат, имеет дочь. Омар — старший брат игрока сборной Уругвая, помощника главного тренера сборной Уругвая по футболу (до 20 лет) Диего Переса.